# Hyleoglomeris nigra
Hyleoglomeris nigra är en mångfotingart som beskrevs av Karl Wilhelm Verhoeff 1942. Hyleoglomeris nigra ingår i släktet Hyleoglomeris och familjen klotdubbelfotingar. Inga underarter finns listade i Catalogue of Life.